# ترينت هيلس (أونتاريو)
ترينت هيلس، أونتاريو (بالإنجليزية: Trent Hills)‏ هي مدينة كندية تقع في مقاطعة أونتاريو. تبلغ مساحة هذه المدينة 510.8274 (كم²)، ويبلغ عدد سكانها 12247 نسمة حسب إحصاء سنة 2006 م، بينما كان يسكنها 12569 نسمة في سنة 2001 م. تحتل هذه المدينة المرتبة رقم 299 بين مدن كندا حسب عدد السكان والمرتبة رقم 114 في المقاطعة. نما عدد السكان في هذه المدينة بنسبة (-2.6) بين العامين المذكورين.

## وصلات خارجية
- الأطلس الحكومي لكندا
- إحصاءات كندا مع ساعة تعداد السكان